# Fort Ross

Orienteringskarta, Sonoma County i rött.

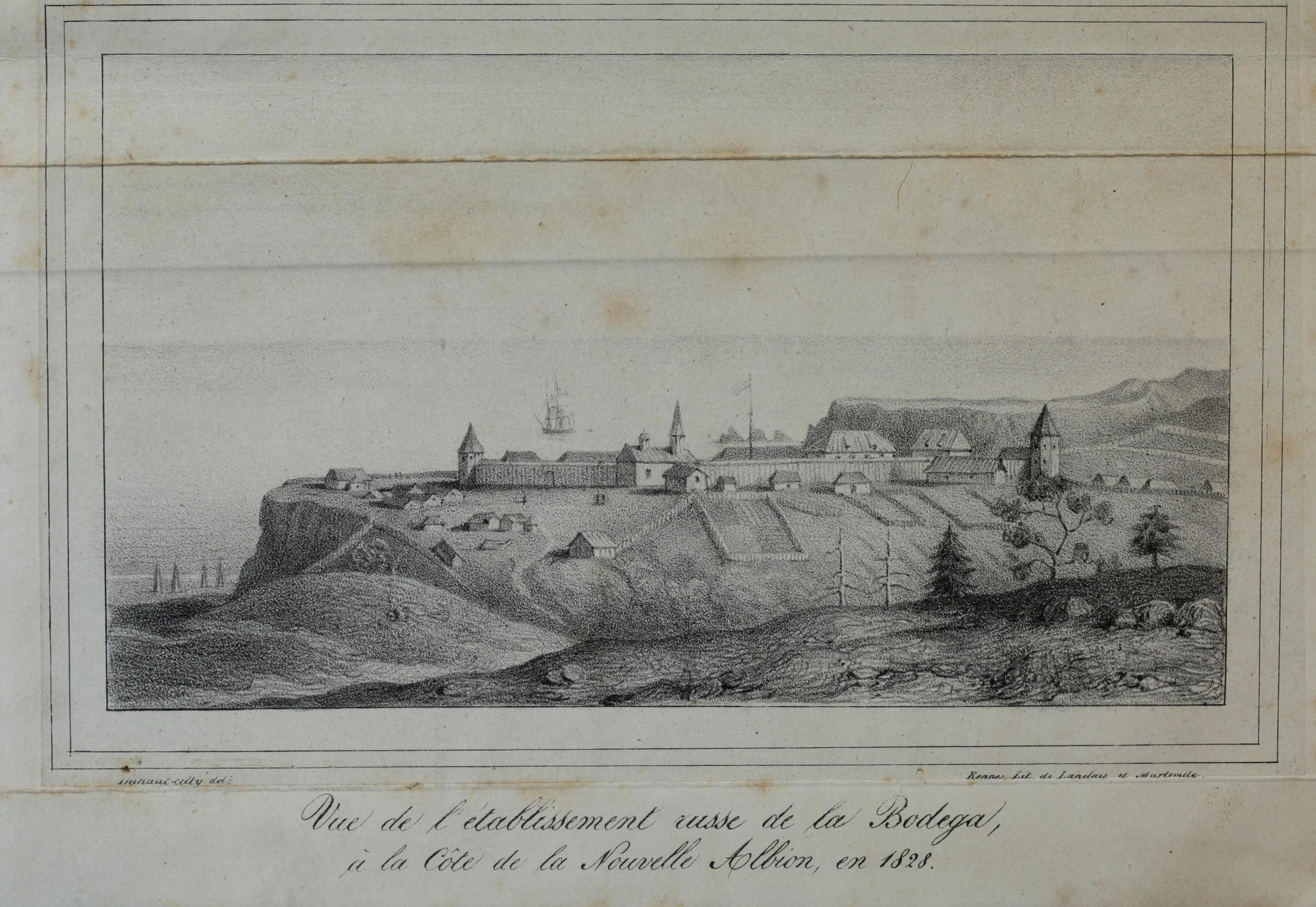
Fort Ross kring 1828.

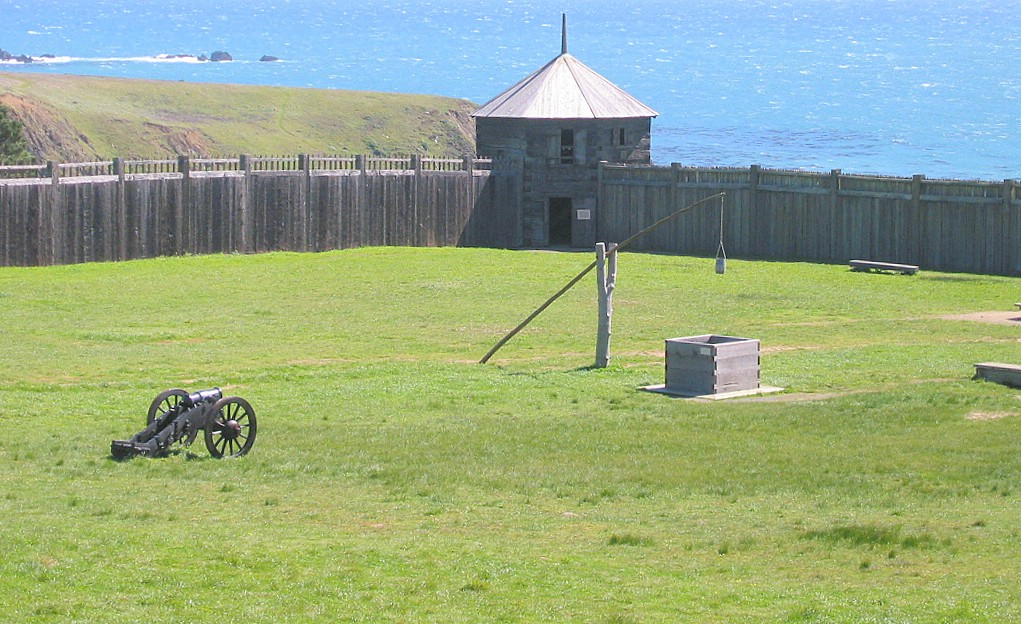
Delar av fortet.

Fort Ross (ryska Форт-Росс, engelska Fort Ross) var en rysk kortvarig (1812-1842) bosättning i Kalifornien, som då tillhörde Spanien som Alta California, senare Mexiko, och var en del av Ryska Amerika. Idag är området ett National Historic Landmark.

## Geografi
Fort Ross ligger i Sonoma County i den norra delen av Kalifornien vid Windermeere Point cirka 20 km norr om orten Jenner  och cirka 140 km nordväst om San Francisco.

## Anläggningen
Fortet uppfördes i form av en regelbunden rektangel med en längd på cirka 95 m och cirka 85 m bred. Den omgärdande muren byggd i redwood timber var cirka 3 m hög och omgav flera byggnader däribland en liten rysk-ortodox kyrka, förrådsbyggnader, baracker och blockhus. Fortet hade även en rad kanoner till sitt försvar.
Idag är de flesta byggnader av fortets anläggning restaurerade och del i ett friluftsmuseum.

## Historia
Rysk-amerikanska kompaniet behövde handelsplatser för att säkra tillgången på jordbruksprodukter till de ryska bosättningarna i Alaska och kompaniet skickade Ivan A. Kuskov söderut i sökande efter platser. 1811 hade Kuskov valt en plats vid Bodega Bay vid Sonomakusten.
I juni 1812 inleddes byggandet av Fort Ross och den 30 augusti ägde den formella invigningen rum. Bosättningen namngavs då efter det ryska ordet "Rossija" (Ryssland).
Karl Schmidt (1799-1859) från Helsingfors och officer i den ryska flottan, hade 1818 följt med Arvid Adolf Etholén till Alaska. Han utsågs 1821 till Kuskovs efterträdare som befälhavare på Fort Ross. Han var driftig och förbättrade anläggningens ekonomi men kom i konflikt med olika grannar och betydande personer. Efter en negativ rapport om hans ekonomiska styre fick han avgå 1824 och efter ett år som hamnchef i Sitka lämnade han Alaska.
Trots ryssarnas satsning på jordbruk och tillverkning bar sig inte kolonin och i slutet på 1839 bestämde kompaniet att området skulle säljas och att de bosatta skulle återvända till Alaska, uppdraget gick till dåvarande föreståndaren Alexandr Rotjev. Efter förhandlingar såldes området i december 1841 till John Sutter för 30 000 dollar. Den 1 januari 1842 lämnade ryssarna fortet.
Åren 1842 till 1867 användes området en ranch och åren 1867 till 1873 som lager för virkestillverkning. 1873 köptes fortet av George Washington Call.
1903 sålde Call fortet till California Historical Landmarks Committee of San Francisco som 1906 donerade fortet till staten Kalifornien.
Den 5 november 1961 utsågs området till National Historic Landmark.